# غزانة (بالا لاريجان)
غزانة (بالفارسية: گزانه) هي قرية تقع في إيران في قسم بالا لاریجان الريفي. يقدر عدد سكانها بـ 246 نسمة بحسب إحصاء 2016.